# Myrmotherula axillaris
Myrmotherula axillaris là một loài chim trong họ Thamnophilidae.